# 拉伊哈德迪奥斯
拉伊哈德迪奥斯，是西班牙卡斯蒂利亚-莱昂阿维拉省的一个市镇。 总面积13km2, 总人口105人（2001年），人口密度8人/km2。